# Le Renard dans l'île
Le Renard dans l'île è un romanzo di avventura di Henri Bosco che costituisce la seconda parte di L'Enfant et la rivière.

## Trama
Gatzo, dopo la morte del nonno Savinien, burattinaio, viene accolto nella casa di Pascalet, dove Tante Martine riesce a fare in modo che venga accettato anche dai genitori di Pascalet (sempre lontani per lavoro), che all'inizio sembravano molto sospettosi e razzisti. Tante Martine si affeziona molto a lui, ma Gatzo ha difficoltà ad abituarsi a un vivere quotidiano borghese: la sua anima è selvaggia, e gli abiti sgargianti gialli e verdi che gli vengono recuperati non sono fatti per entusiasmarlo, così come le scarpe pesanti di cui si vergogna. La conseguenza è che egli rifiuta di essere addomesticato e il suo essere selvaggio vince sul tentativo di civilizzazione tentato da questa bizzarra persona che è Tante Martine. Tante Martine decide di farsi aiutare nell'educazione di Gatzo da Frère Théopiste, un vecchio professore venerato che ha un modo molto particolare di insegnare.
Tante Martine è ritratta come una donna molto simpatica che spesso è abitata da un'altra anima rispetto alla sua (immagine che si può ritrovare in altri personaggi).
L'avventura inizia quando ricevono una lettera del cugino di Tante Martine, Gloriot, in cui si racconta che un vecchio stregone caraque (una etnia zingara), si è sistemato nella collina di fronte e ha trasformato una terra abbandonata da cinquant'anni nel più bel giardino del mondo in soli sei mesi. Gloriot racconta inoltre come suo figlio, Constantin, uscito una notte di nascosto, abbia visto il vecchio strangolare una volpe con l'aiuto di un enorme serpente. Poi aggiunge che questo vecchio ha rapito una ragazzina che lui aveva accolto presso di sé.
Bargabot, un bracconiere che spesso fa visita alla famiglia di Pascalet, dice a Tante Martine che les Caraques sono tornati nell'isola e Tante Martine vieta a Pascalet e a Gatzo di allontanarsi, così i ragazzi non andranno nemmeno più a lezione da Frère Théopiste. Gatzo però non si rassegna a stare in casa, e Pascalet lo sorprende mentre di notte si trova con una volpe.  La volpe secondo Bosco è un animale particolare, in quanto invece di essere un'anima legata a un corpo è un'anima legata a un'anima. Perciò quando una volpe viene ammazzata, la sua anima cerca di entrare in una persona, perché ha bisogno di un corpo. Secondo questa complicata leggenda, una volpe morta da un lato è un fantasma di volpe (essendo un'anima attaccata a un'altra anima), e dall'altro lato cerca di prendere il corpo di un altro.
I nomadi Caraques nel frattempo hanno sottratto l'anima alla ragazzina Hyacinthe, che avevano portato via a Gloriot, il padre adottivo. Si capisce che Hyacinthe è senz'anima dal fatto che il suo volto diventa senza espressione. Gatzo si accorge che l'anima di una volpe vorrebbe entrare nel corpo di Hyacinthe e combatte con lei di notte nel fiume rischiando di morire, ma riuscendo a impedirglielo.  Viene salvato, praticamente moribondo, da Bargabot e recuperato dalle cure di Tante Martine con medicinali a base di erbe. In conclusione Gatzo va alla ricerca di Hyacinthe e della sua anima.

### Costanti
- Acqua notturna: l'acqua è l'ambiente in cui avviene il combattimento notturno tra Gatzo e la volpe. Questa è dunque il luogo di un combattimento mortale e, come tale, si ricollega al simbolismo dell'acqua notturna: l'acqua scura simboleggia il divenire idrico e il viaggio senza ritorno, concezione legata anche all'impossibilità di bagnarsi due volte nella stessa acqua. L'acqua è l'elemento che meglio di tutti rappresenta il cambiamento, il divenire costante e l'impossibilità del ritorno ed è quindi naturale collegarla alla morte, il viaggio senza ritorno per eccellenza.
- Anima: è il tema più importante del libro. Se ne parla in tutte le pagine, per esempio anche tante Martine, che è una figura rassicurante dell'ambiente domestico, qualche volta è abitata da un'anima diversa dalla sua. Quando è “se stessa”, parla comunque con personaggi invisibili, a volte con calore altre con acidità, ma anche con gli oggetti, come i vestiti e i bauli, perché per lei non solo le persone hanno l'anima ma anche gli oggetti. Il motivo dell'anima è presente anche in una conversazione tra Tante Martine e Gatzo, dove Tante Martine insegna a Gatzo l'esistenza dell'anima e la sua collocazione nel cuore. Gatzo è però convinto di averla persa, così come gli aveva spiegato una vecchia nomade della tribù dei Caraques. Anche nelle lezioni di frère Théopiste si parla di anima, in particolare di quella delle parole: in tal modo Théophiste riesce a dare vita alle semplici lettere dell'alfabeto e quindi lo studio diventa più piacevole. Ma il racconto si concentra sull'anima della volpe.
- Ombre: in senso figurato, Gatzo potrebbe essere l'ombra di Pascalet, dato che lui è oscuro e Pascalet è chiaro. L'uno finisce per essere il Doppio dell'altro: l'ombra/Gatzo è l'alter ego coraggioso di Pascalet, che vive le avventure solo sognate dall'altro. Pascalet però ha la capacità di vedere il mondo delle ombre.
- Serpente: l'animale aiuta il vecchio caraque a strangolare la volpe. Esso è dunque l'aiutante di un personaggio non positivo e, come tale, si ricollega alla visione negativa di questo animale cominciata con la figura di Apophis, divinità egizia che si oppone al dio solare Ra. Il cristianesimo lo rende simbolo di tentazione, emblema del potere satanico e nel Medioevo il serpente-drago è l'ostacolo, la bestia che il credente deve uccidere dentro di sé (Gilbert Durand). Come nel romanzo esso di associa alla volpe e dunque all'anima, anche per i Romani esso era simbolo del genius, dunque dello spirito che assisteva l'uomo, mentre per i Greci era consuetudine spargere libagioni di latte sulle tombe per le anime dei loro defunti, reincarnate in serpenti. Nei miti antichi questo animale riequilibra il mondo, ponendosi tra ordine e caos (tra Apollo e Dioniso).
- Sogno: spesso c'è confusione tra allucinazione e realtà.
- Figura femminile inafferrabile
- Malattia grave dell'adolescente (Gatzo)a seguito di un'avventura
- Casa
- Isola
- Fiume
- Fuga
- personaggi presenti in altri romanzi: Pascalet, Gatzo, Tante Martine, Hyacinthe (che qui non è nominata, ma è la giovane donna che ha perso l'anima)
- Uso dell'io narrante